# بنیاد خدمات‌رسانی نیروهای مسلح بریتانیا
|                               |
| فرماندهی و شاخه‌ها             |
| وزارت دفاع بریتانیا           |
| ستاد مشترک                    |
| نیروی زمینی بریتانیا          |
| نیروی دریایی پادشاهی بریتانیا |
| نیروی هوایی پادشاهی بریتانیا  |
| درجات نظامی                   |
| درجات نظامی ارتش بریتانیا     |
| تاریخ نظامی                   |
| تاریخ نظامی ارتش بریتانیا     |

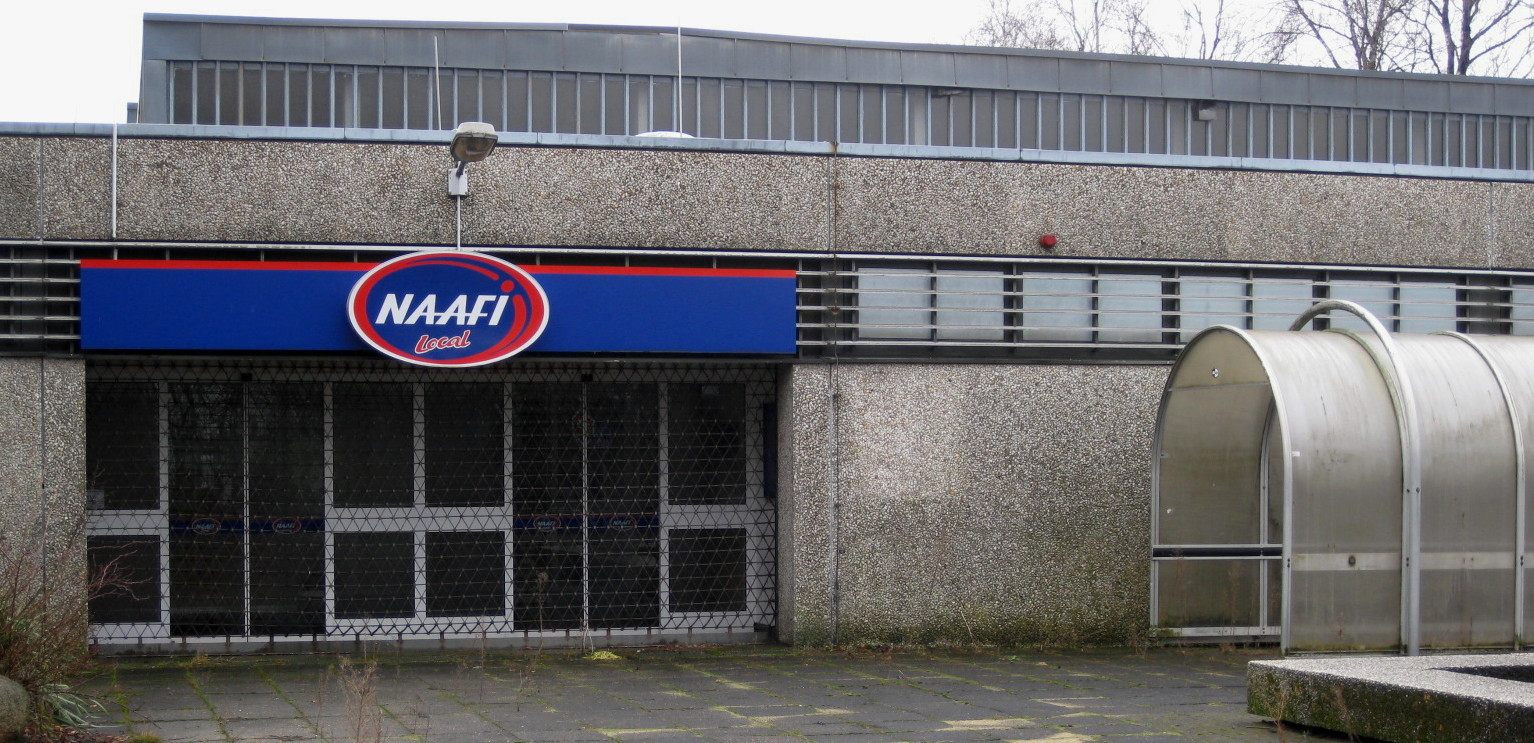
نمایی از یک‌سوپرمارکت سابق NAAFI در اسنابروک (بسته‌شده در سال ۲۰۰۹)

بنیاد خدمات‌رسانی نیروهای مسلح بریتانیا NAAFI (به انگلیسی: Navy, Army and Air Force Institutes) سازمانی است که در سال 1921 توسط دولت بریتانیا بنیان نهاد شد. وظیفه این نهاد تأسیس موسسات تفریحی مورد نیاز برای کارکنان نیروهای مسلح بریتانیایی و خانواده آنها نظیر سوپرمارکت، بار، کافه، رستوران و دیگر امکانات می‌باشد . این سازمان برای خانواده های نیروهای مسلح بریتانیایی خدمات کالایی هم داشته‌است.